# Jane Moran
Jane Moran (6 giugno 1985) è una pallanuotista australiana.

## Palmarès
- Giochi olimpici

Londra 2012: bronzo.
- Coppa del mondo

Christchurch 2010: argento.
- Canada Cup

2011: oro.